# 施特勞斯湖
52°34′56.5″N 13°52′41.06″E / 52.582361°N 13.8780722°E

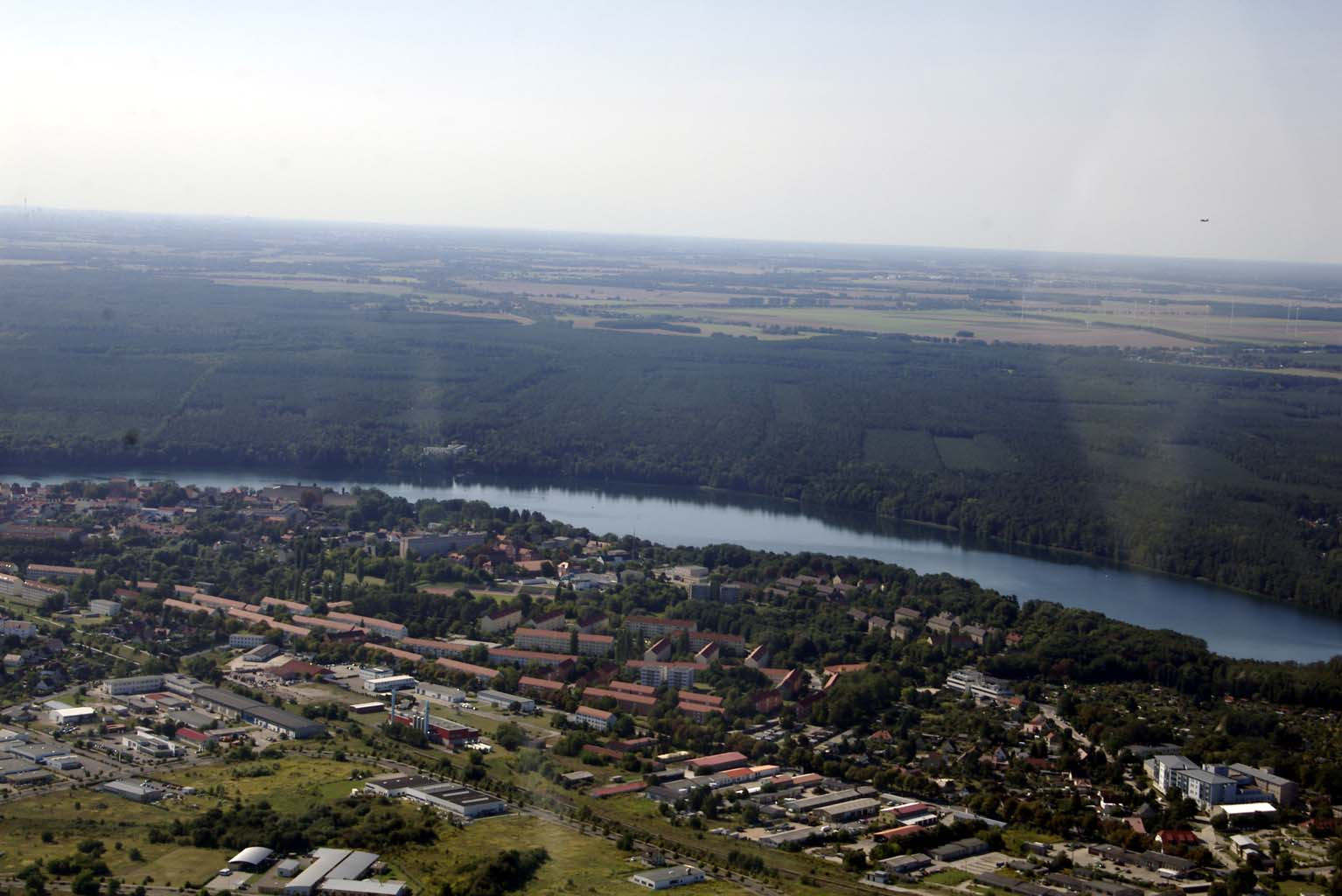

施特勞斯湖（德語：Straussee），是德國的湖泊，位於柏林东部，由勃蘭登堡州負責管轄，處於梅爾基施-奧得蘭縣，長3.8公里、寬0.3公里，面積1.4平方公里，海拔高度65米，平均水深11.4米，最大水深20米，水體容量1,560萬立方米。